# Opioidkrise in den Vereinigten Staaten

Todesfälle durch Überdosis von Opioiden und Kokain in den USA, 2000–2020

Unter der Opioidkrise oder Opioid-Epidemie (englisch opioid crisis oder opioid epidemic) wurde zunächst der starke Anstieg der Zahl von Konsumenten und Todesfällen im Zusammenhang mit dem Missbrauch von Opioid-Schmerzmitteln in den Vereinigten Staaten verstanden. Die Krise verstärkte sich während der COVID-19-Pandemie. Laut der US-Behörde CDC sind von 1999 bis März 2021 fast 841.000 Menschen an einer Drogenüberdosis verstorben. Der größte Teil von ihnen war von Schmerzmitteln abhängig geworden, die zuvor verschrieben worden waren. In jüngerer Zeit spielt für die Krise vor allem das in der Herstellung kostengünstige und hochpotente synthetische Fentanyl eine zentrale Rolle und verdrängt andere, teurere und schwerer zu beschaffende Substanzen wie das etwa 50 Mal schwächere Heroin. Zwischen Juli 2021 und Juni 2022 starben in den USA mehr als 107.000 Menschen infolge einer Überdosis. Im Jahr 2022 waren es nach einer Schätzung 111.029 Tote und 2023 sank erstmals seit 2018 die Zahl auf 107.543 Tote.
Im Laufe der Opioid-Epidemie wurde die Fentanyl-Intoxikation zur häufigsten Todesursache unter US-Amerikanern in der Altersgruppe zwischen 18 und 45 Jahren. Die Todeszahlen dieser Epidemie übersteigen jene der Crackepidemie in den USA in den 1980er und frühen 1990er Jahren bei weitem.

## Hintergrund und Geschichte

Zahl der Drogentoten pro Jahr in den USA im Zeitraum von 1999 bis 2020

Bereits in den 1970er Jahren gab es in den USA Probleme mit Opioiden (Heroin-Sucht). Betroffen waren häufig Veteranen aus dem Vietnamkrieg.
1980 erschien im New England Journal of Medicine der Leserbrief Addiction Rare in Patients Treated with Narcotics, der zwar korrekt beschrieb, dass Opioide bei Krankenhaus-Patienten kaum jemals zu einer Abhängigkeit führten. Der Artikel wurde jedoch mehrere Hundert Male auf eine unkritische Weise zitiert, was den Anschein erweckte, dass Opioide lediglich ein geringes Abhängigkeitspotenzial besäßen.
Am Anfang der neuen Krise stand das verschreibungspflichtige Schmerzmittel Oxycontin (Eigenschreibweise OxyContin), das die Familie Sackler mit ihrem Unternehmen Purdue Pharma 1996 auf den nordamerikanischen Markt brachte und als schmerzstillend und mit einem angeblich sehr geringen Suchtpotenzial verbunden aggressiv bewarb. Curtis Wright, der als Abteilungsleiter bei der Food and Drug Administration (FDA) die Zulassung in den USA erteilte, verließ ein Jahr nach der Zulassung die FDA und wurde dann mit einer Einstiegs-Bonuszahlung von 400.000 US-Dollar bei Purdue Pharma angestellt. Purdue Pharma behauptete, das Abhängigkeitsrisiko von Oxycontin liege unter einem Prozent. So wendete Purdue Pharma jährlich neun Millionen US-Dollar für Essenseinladungen an Ärzte auf, um diese zu umwerben und daraufhinzuarbeiten, dass diese Oxycontin auch bei moderaten Schmerzen in hohen Dosen und über lange Zeiträume verschreiben.
Der Hauptbestandteil von Oxycontin, der Wirkstoff Oxycodon, ist seit 1929 in Deutschland nur auf Betäubungsmittelrezept erhältlich. Purdue und andere Pharmaunternehmen erreichten hingegen in den USA durch Lobbyarbeit und aggressives Marketing, dass Opioide, die zuvor vorwiegend bei Schwerkranken und Sterbenden angewendet worden waren, in den USA nun auch bei alltäglichen, vorübergehenden Schmerzen verschrieben wurden. Ein erheblicher Anteil der so Behandelten entwickelte eine Abhängigkeit und stieg anschließend oftmals auf illegale, billigere Opioide um. Opioide greifen massiv in die Hirnchemie ein und können daher rasch zu psychischer und körperlicher Abhängigkeit führen.
Der starke Anstieg der Zahl der Drogentoten ist in den USA einer der Gründe dafür, dass die durchschnittliche Lebenserwartung seit 2015 erstmals seit dem Ersten Weltkrieg sinkt. Durch Überdosierungen kommt es zu zahlreichen Todesfällen, da die Opioide das Atemzentrum beeinflussen und lähmen können. Solche Medikamente sind etwa Oxycodon (Handelsname Oxycontin oder Percocet), Tramadol und Hydrocodon (Handelsname Vicodin). Zwar ging die Verschreibung jener Medikamente seit 2012 (dem Jahr, in dem die Anzahl der ausgestellten Opioid-Rezepte ihren Höhepunkt erreichte) bis zum Jahr 2021 um 50 % zurück, jedoch stiegen Menschen auf die auf dem Schwarzmarkt illegal erhältlichen, kostengünstigen Opioide Heroin (Diacetylmorphin) und Fentanyl um. Mit dem starken Anstieg der Zahl der Drogentoten im Jahr 2020 starben laut der FDA mehr Menschen an ärztlich verschriebenen Opioiden als auf dem Höhepunkt der Verschreibungen im Jahr 2012.
Von 2006 bis 2012 wurden etwas mehr als 76 Milliarden opioidhaltige Schmerztabletten in den USA von den Pharmafirmen an den Markt ausgeliefert. Gehandelt wurden diese im selben Zeitraum in 360 Millionen Transaktionen. Die aktivsten Produzenten waren die Firma SpecGx (eine Tochtergesellschaft von Mallinckrodt Pharmaceuticals, 38 Prozent Marktanteil), gefolgt von Actavis Pharma, Par Pharmaceutical (eine Tochtergesellschaft von Endo International) und Purdue Pharma (3,2 % Marktanteil). Sechs Firmen teilten sich im selben Zeitraum drei Viertel des US-Vertriebsgeschäfts: McKesson, Walgreens, Cardinal Health, AmerisourceBergen, CVS Health und Walmart. Die Opioidkrise in den USA nahm ein solches Ausmaß an, dass Präsident Donald Trump am 26. Oktober 2017 einen medizinischen Notstand ausrief.
Eine nationale Erhebung zu Drogenkonsum und Gesundheit kam in den USA zu dem Ergebnis, dass im Jahr 2018 rund 314.000 Süchtige ohne Krankenversicherung keine Therapie beginnen konnten. Weitere 100.000 waren zwar versichert, aber ihre Behandlung wurde entweder gar nicht oder nicht in voller Höhe bezahlt. Und mehr als 200.000 gaben an, nicht zu wissen, wo sie Hilfe finden könnten. Von den knapp zwei Millionen Opioid-Abhängigen waren im Jahr 2018 nur 23 Prozent in Behandlung. Laut Bradley Stein, einem Psychiater und Experten für Suchtkrankheiten, der das von den National Institutes of Health finanzierte Opioid Policy Tools and Information Center der Rand Corporation leitet, erfahren Menschen mit Drogen- und Alkoholproblemen eine Stigmatisierung. Betroffene würden sich selten Hilfe suchen und Familien und vermeintliche Freunde würden das Suchtproblem ignorieren. US-amerikanische Krankenversicherungen hätten in der Vergangenheit nicht für Suchtbehandlungen gezahlt. Zwar seien in der Folge Hilfsorganisationen entstanden, die kostenlos ambulante Beratung und Behandlung anbieten, dies sei jedoch weiterhin selten. Es gebe zwar Rehabilitationskliniken, diese könnten sich aber nur Wohlhabende und gut Versicherte leisten. Die Kosten für eine einmonatige Entziehungskur betragen schätzungsweise 6.000 bis 20.000 Dollar. Diese Ausgestaltung des US-amerikanischen Gesundheitssystems geht auf den War-on-Drugs-Ansatz („Krieg gegen Drogen“) des US-Präsidenten Richard Nixon zurück – und spiegelt die in den USA insbesondere unter Anhängern der Republikanischen Partei verbreitete Tendenz, weniger auf sozialstaatliche Maßnahmen als auf Eigenverantwortlichkeit zu setzen.
Im Wahlkampf vor der US-Präsidentschaftswahl 2020 erhielten zwei Drittel der Kongressmitglieder Geld von Pharmafirmen.
Im Jahr 2022 stellte die Drug Enforcement Administration (DEA) 50,6 Millionen Fentanyl-Pillen und mehr als 4500 Kilogramm Fentanyl-Pulver sicher. Die beschlagnahmte Menge entspricht laut DEA theoretisch mehr als 379 Millionen potenziell tödlichen Dosen Fentanyl. Laut DEA sind die Hauptquellen für Fentanyl in den USA die mexikanischen Drogenkartelle Sinaloa und Jalisco. Mexikanische Kartelle haben ihren Handel während der Covid-19-Pandemie zu großen Teilen von Heroin oder Kokain auf Fentanyl umgestellt. Die für die Fentanylproduktion notwendigen Chemikalien bekommen diese vor allem aus der Volksrepublik China und Indien. Die Fentanyl-Produktion ist weit billiger als die von Kokain oder Heroin, weil keine Pflanzenplantagen angelegt werden müssen. Laut Recherchen der Washington Post schleusen die Kartelle die Opiate versteckt in LKWs und PKWs über die offiziellen Übergänge der US-amerikanisch-mexikanischen Grenze. Von den über 228.000 Fahrzeugen, welche von Mexiko täglich die Grenze in die USA überqueren, werden lediglich 6 Prozent der Lastwagen und 1 Prozent der Personenwagen genau kontrolliert. Spätestens seit 2019 werden Opioide in den USA zudem immer häufiger mit dem Pferdeberuhigungsmittel Xylazin, das in der Herstellung noch kostengünstiger ist als Fentanyl, gestreckt. Dieser Mix trägt den Szenenamen Tranq und Tranq Dope. Xylazin verstärkt sowohl die Wirkung des Fentanyl als auch das Abhängigkeitspotenzial erheblich. 70 % aller Drogentoten in den USA im Jahr 2021 werden in einen Zusammenhang mit Xylazin gestellt.
Nicht selten haben die durch Fentanyl Verstorbenen nicht gewusst, dass es sich bei der Droge, die sie gekauft und eingenommen haben, um Fentanyl – und nicht um eine andere, weniger starke Droge – handelt. Laut einer US-amerikanischen Staatsanwältin sind inzwischen (Stand 2023) etwa 98 Prozent aller Pillen, die man in den USA auf dem Schwarzmarkt kaufen kann, gefälscht und mit Fentanyl versetzt. Außerdem ist (Stand: 2023) schätzungsweise ein Viertel des verfügbaren Fentanylpulvers mit Xylazin versetzt.
Im Jahr 2023 lag der Großhandelspreis von Fentanyl für Dealer zwischen ca. 30 Cents und einem Dollar je Pille. Der Straßenpreis lag jedoch bei drei bis fünf US-Dollar je Fentanyl-Pille.

## Entwicklung der Zahl der Todesfälle

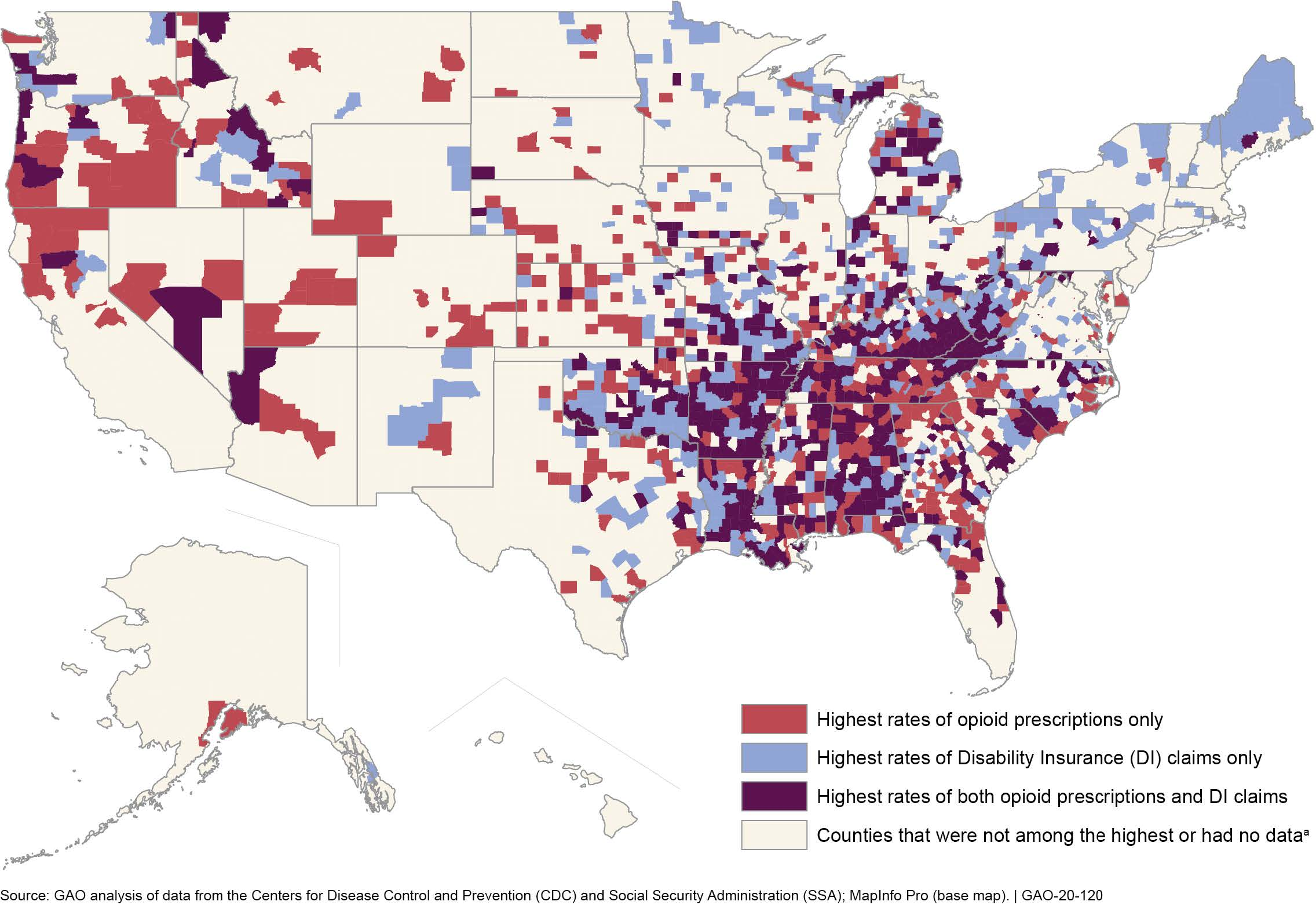
Datenerhebung von 2006 bis 2017, Quelle: Government Accountability Office
Oberes Drittel der Counties bei der Pro-Kopf-Verschreibung von Opiaten
Oberes Drittel der Counties bei den Pro-Kopf-Invalidenversicherungsansprüchen
Oberes Drittel der Counties sowohl bei den Pro-Kopf-Opiat-Verschreibungen als auch bei den Pro-Kopf-Invalidenversicherungsansprüchen

Nach Aussagen der Drug Enforcement Administration (DEA) erreichten die Todeszahlen durch Überdosen 2015 die Ausmaße einer Epidemie. Bereits zwischen 1999 und 2008 stiegen die Zahlen der Todesfälle durch Überdosen, der Verkauf und der Missbrauch von Schmerzmitteln stark an. Waren es im Jahr 1999 etwa 4.000, stieg die Zahl der jährlichen Todesfälle bis in das Jahr 2010 auf 16.000 an.
Während sich der Verlauf der Fallzahlen tödlicher Überdosierung legal verschreibungspflichtiger Opioide im 2010er Jahrzehnt abflachte, stieg die jährliche Zahl Todesfälle durch Überdosis an illegalen Opiaten im Zeitraum von 2010 bis 2015 auf mehr als das Dreifache an (von unter zwei Todesfällen auf 100.000 Einwohner 2010 auf über sechs 2015). Hier spielt eine Rolle, dass gefälschte Schmerztabletten oft das hochgefährliche Fentanyl enthalten (siehe unten).
Im Jahr 2016 starben bereits über 64.000 Menschen (davon 42.249 durch Opioide) in den USA an einer Überdosis, das waren mehr als im gleichen Zeitraum durch Autounfälle und Waffen. Nach Angaben der CDC stieg die Zahl der Opfer 2017 gegenüber dem Vorjahr nochmals um 10 % auf 72.287. Im März 2017 erklärte der Gouverneur von Maryland in seinem Bundesstaat den Notstand, um die Krise zu bekämpfen; im Juli 2017 wurde die Krise als größte Herausforderung für die Food and Drug Administration (FDA) bezeichnet. 2020 wurde mit 93.331 Toten der bisherige Höchststand erreicht, ein Anstieg um 30 % gegenüber 2019. Insgesamt starben zwischen dem Beginn der Epidemie und dem Jahr 2020 mehr als 450.000 Menschen in den USA durch Opioide.
Eine Drogen-Überdosis ist bei Amerikanern unter 50 Jahren die häufigste Todesursache, wobei hiervon zwei Drittel der Todesfälle inzwischen durch Opioide verursacht werden. Dies hat dazu beigetragen, dass die mittlere Lebenserwartung in den USA in den letzten Jahren gesunken ist. Anders als früher ist die Drogensucht nicht mehr vorwiegend auf soziale Brennpunkte in Großstädten beschränkt, sondern betrifft vor allem die Mittelschicht in der amerikanischen Provinz. Als einer der Hauptgründe wird die allzu leichtfertige Verschreibung von Opioiden zur Schmerzbekämpfung in Pill Mills angenommen.
Viele der Todesfälle gehen mittlerweile auf das sehr stark wirksame Fentanyl zurück, das ebenso wie Heroin meist über Mexiko in die USA geschmuggelt wird. Im Unterschied zu Heroin wird es zunehmend auch vor Ort synthetisiert. Fentanyl wird immer öfter verwendet, um Opioide oder Opiate wie das weniger starke Heroin zu strecken. Durch die weitaus höhere Wirksamkeit der Mischung kommt es häufig zu unbeabsichtigten Überdosierungen.
Von 2020 bzw. mit dem Beginn der COVID-19-Pandemie (in den Vereinigten Staaten) fanden in den USA bis März 2021 laut vorläufigen Zahlen mindestens etwa 96.800 Menschen den Tod durch Drogen. Von den über 93.000 im Jahr 2020 an einer Überdosis gestorbenen Personen nahm jede zweite Fentanyl. Dieses kam anfangs meist illegal direkt aus China, wird aber inzwischen vorwiegend in Mexiko synthetisiert. Mehr als 16.000 der Drogentoten aus dem Jahr 2020 starben an ärztlich verschriebenen Opioiden. Ein Grund für die hohen Todeszahlen ist, dass Heroin und Kokain ebenso wie anderen Drogen immer öfter das hochpotente, aber billige Fentanyl beigemischt wird.
Zwischen Juli 2021 und Juni 2022 starben in den USA mehr als 107.000 Menschen infolge einer Überdosis. Laut den US-Behörden ließen sich die meisten tödlichen Überdosen auf das Opioid Fentanyl zurückführen.
5 % der Babys in West Virginia haben Entzugserscheinungen nach der Geburt durch Drogenmissbrauch ihrer Mütter.
Anfang 2023 galt Fentanylmissbrauch bei Amerikanern zwischen 18 und 49 Jahren als häufigste Todesursache.

## Aufarbeitung vor Gericht
Purdue Pharma

Purdue Pharma, das stark für Oxycodon warb und im Zuge der Opioidkrise zu einer Strafzahlung von 634,5 Millionen US-Dollar verurteilt wurde, steigerte eigene Einnahmen bis zum Jahr 2017 auf 35 Milliarden US-Dollar. Die Eigentümer, Familie Sackler, wollten dennoch anschließend eine Insolvenz anmelden – eine Insolvenz in den USA führt zur „juristischen Immunität“.

Im Jahr 2007 wurden Purdue Pharma und drei Manager für die aggressive Vermarktung von Oxycontin in einem Vergleich zu einer Strafzahlung von 634,5 Millionen US-Dollar verurteilt. 2019 verklagte als erster US-Bundesstaat Massachusetts acht Mitglieder der Familie Sackler, denen Purdue Pharma gehört. In einer Sammelklage von US-Kommunen vor dem Bezirksgericht in Cleveland wird Walmart, Purdue, Mallinckrodt, CVS, Cardinal und anderen vorgeworfen, die Kommunen aus Profitgier vorsätzlich mit opioidhaltigen Schmerztabletten „überschwemmt“ zu haben. Die Kläger berufen sich unter anderem auf den Racketeer Influenced and Corrupt Organizations Act (RICO). Purdue Pharma (270 Mio. USD) und Teva (85 Mio. USD) leisteten vor Prozessbeginn Vergleichszahlungen, so dass deren Strafverfahren eingestellt wurden. Es folgten jedoch weitere Klagen gegen die Pharmafirmen, insbesondere wurde Purdue Pharma auf Milliarden US-Dollar Schadensersatz verklagt und meldete daraufhin, obwohl es bis 2017 Einnahmen von 35 Milliarden US-Dollar verzeichnet hatte, Insolvenz an. Jedoch war die Insolvenzanmeldung der Eigentümer Sackler nur Mittel zum Zweck, da eine Insolvenz in den USA zur „juristischen Immunität“ führt. Die Insolvenz wurde deswegen im August 2023 auf Antrag des Justizministeriums durch den Obersten Gerichtshof der USA ausgesetzt und im Jahr 2024 durch dasselbe Gericht verworfen.
Weitere Pharmakonzerne
Im August 2019 verurteilte ein Gericht im US-Bundesstaat Oklahoma den Pharmakonzern Johnson & Johnson in Zusammenhang mit der Opioidkrise zu einer Entschädigungszahlung in Höhe von 572 Millionen Dollar. Im US-Bundesstaat Ohio wendeten die Pharmakonzerne McKesson, AmerisourceBergen und Cardinal Health im Oktober 2019 eine weitere juristische Aufarbeitung durch einen Vergleich ab. Im Dezember 2020 verklagte das US-Justizministerium Walmart; die Behörde klagt, der Konzern habe süchtig machende Schmerzmittel unrechtmäßig verkauft. Im Februar 2021 stimmte McKinsey einem Vergleich über mindestens 573 Millionen US-Dollar zur Beilegung von Klagen zu, die von mehr als 40 US-Bundesstaaten erhoben worden waren. Eine weitere Zahlungsvereinbarung zur Abwendung von Klagen über 650 Millionen US-Dollar nahm McKinsey im Dezember 2024 an. McKinsey hatte Purdue Pharma und dessen Eigentümerfamilie während der Opioidkrise beraten.
Apotheken und Supermärkte
Erstmals wurden in den USA Apotheken wegen eines zu laxen Umgangs bei der Abgabe von Opioid-Schmerzmitteln schuldig gesprochen. In dem Verfahren in Cleveland im US-Bundesstaat Ohio wurden drei große Apothekenketten schuldig gesprochen, durch zu laxe Vergabe der süchtig machenden Arzneimittel zu der Krise beigetragen zu haben. Die Jury des Bundesgerichts kam am 23. November 2021 zu dem Schluss, dass die US-Einzelhändler Walmart, CVS und Walgreens den Verkauf von Schmerzmitteln im Bundesstaat Ohio nicht ausreichend kontrolliert haben. Walmart, CVS und Walgreens wurden daraufhin zur Zahlung von insgesamt 650 Millionen Dollar (638 Mio. Euro) verurteilt. Der zuständige Bundesrichter entschied in Cleveland, dass die Konzerne sich an den Kosten zur Bewältigung der Suchtmittelkrise im Bundesstaat Ohio beteiligen müssten. Im November 2022 gab Walmart bekannt, im Zuge eines Vergleichs 3,1 Milliarden US-Dollar Schadensersatz zu zahlen. Im Gegenzug würden von Bundesstaaten, Landkreisen, Gemeinden und Indigenen-Stämmen angestrengte Justizverfahren gegen Walmart eingestellt werden.
lm September 2023 kündigte der Generalstaatsanwalt von Tennessee, einen 44,5-Millionen-Dollar-Vergleich mit K-VA-T Food Stores, allgemein bekannt als Food City, wegen des opioidbedingten Fehlverhaltens der Supermarktkette an. Der Großteil der Summe geht an den Opioid-Bekämpfungsfonds von Tennessee zur Unterstützung lokaler Bemühungen zur Bekämpfung der Opioid-Epidemie.
Im gleichen Monat gab die Supermarktkette Kroger bekannt, über einen Zeitraum von 11 Jahren bis zu 1,4 Milliarden Dollar Ausgleichszahlungen zu leisten. Darin enthalten sind bis zu 1,2 Mrd. USD für 33 Bundesstaaten und mehrere Kommunen, in denen das Unternehmen tätig ist, 36 Mio. USD für die amerikanischen Ureinwohner und etwa 177 Mio. USD für Anwaltsgebühren und -kosten.
Klage von Indigenen-Stämmen
Nach einer Klage von 400 Indianer-Stämmen verpflichteten sich vier der größten US-amerikanischen Pharmakonzerne (Johnson & Johnson, McKesson, Cardinal Health und AmerisourceBergen) im Januar 2022 zur Zahlung von insgesamt 590 Millionen US-Dollar an amerikanische Ureinwohner. Jener Entschädigungsfonds soll allen 574 in den USA offiziell anerkannten Ureinwohner-Stämmen offenstehen, auch dann, wenn sie keine Klagen eingereicht hatten. Von allen Bevölkerungsgruppen in den USA haben die Ureinwohner den höchsten Anteil an Überdosen. Einen Monat später stimmten dieselben vier Pharmafirmen einem Vergleich im Umfang von 26 Milliarden Dollar zu, um weitere Schadenersatzforderungen zu begleichen.

## Politische Maßnahmen
US-Präsident Joe Biden kündigte im Februar 2023 an, sowohl Strafen für Drogendealer als auch Kontrollen an der Grenze zu Mexiko zu verschärfen. Im März 2023 genehmigte die Food and Drug Administration den rezeptfreien Verkauf des Gegenmittels Narcan in Form eines Nasenspray/einer Lösung. Es soll ab Spätsommer 2023 an Tankstellen, Supermärkten und Drogerien erwerbbar sein. Auch wurden in einigen Counties und Universitäten Verkaufsautomaten mit Narcan bestückt. Der mexikanische Staatspräsident Andrés Manuel López Obrador wies jegliche Verantwortung seines Landes an der Pandemie im Nachbarland zurück, erklärte sich jedoch bereit, das mexikanische Militär im mexikanischen Drogenkrieg verstärkt gegen den Schmuggel an der Grenze beider Staaten einzusetzen. Im Gegenzug versprachen die USA ein verstärktes Vorgehen gegen den illegalen Schusswaffenhandel in Richtung Mexiko.
Nachdem 2023 ein Bericht der RAND Corporation an den US-Kongress zu dem Schluss gekommen war, dass es der mexikanischen Regierung an Mitteln und Fähigkeiten zur Bekämpfung der Fentanylproduktion in ihrem Land mangelt, schlugen republikanische Politiker in den USA im Vorfeld der Präsidentschaftswahlen 2024 den Einsatz von US-Militär gegen Drogenlabore in Mexiko als auch die Einstufung der mexikanischen Kartelle als ausländische Terrororganisationen vor.
Zu den Maßnahmen gehört eine Verschärfung der Verschreibungsmöglichkeiten. Diese führt aber auch dazu, dass Palliativmediziner sich Sorgen darüber machen, Opioide für notwendige Behandlungen zu bekommen.
Im Herbst 2023 gab das US-Finanzministerium im Vorgehen gegen die Produktion und den Schmuggel von Fentanyl sowohl die Verhängung von Sanktionen gegen das Sinaloa-Kartell und den Clan del Golfo als auch Sanktionen und Klagen gegen 13 Personen und zwölf Unternehmen in China und Kanada bekannt. Die Maßnahmen sollen in erster Linie Geldflüsse aus dem internationalen Drogengeschäft stoppen.
US-Präsident Donald Trump rief nach Antritt seiner zweiten Präsidentschaft den nationalen Notstand aus und verhängte Zölle in Höhe von 25 % auf Waren aus Kanada und Mexiko sowie 10 % auf Waren aus China. Mit den Zöllen soll laut Trump der Schmuggel der Droge Fentanyl in die USA sowie der Zustrom illegaler Migranten gestoppt werden. Die betroffenen Staaten reagierten mit Gegenmaßnahmen; die Strafzölle für Kanada und Mexiko wurden nach Verhandlungen und Absprachen zur Sicherung der Grenzen zunächst ausgesetzt.

## Entwicklungen in Europa
In Europa, wo es nicht zu einer Lockerung der Abgaberegeln von Opioiden an Schmerzpatienten gekommen war, gab es zur selben Zeit keine Opioidkrise vergleichbaren Ausmaßes, dennoch nahmen auch hier die Zahlen von Abhängigen und Todesfällen in den 2010er Jahren zu. In Europa wurde 2014 von einer regionalen Häufung des Fentanylmissbrauchs berichtet. Interpol warnte 2017 vor Risiken im Umgang mit Fentanyl, Fentanylderivaten und anderen synthetischen Opioiden. Für das Jahr 2016 rechnete das Bundeskriminalamt mit 95 Todesfällen im Zusammenhang mit Fentanyl bei einer größeren Dunkelziffer. In Deutschland spielten zudem verschriebene Medikamente eine Rolle. Codein und Tilidin beispielsweise fanden als Drogen vor allem unter jungen Menschen eine gewisse Verbreitung.
Innerhalb und außerhalb Europas wurden gezielte Präventionsmaßnahmen unternommen. Unter anderem wird es Konsumenten in vereinzelten Drug-Checking-Projekten ermöglicht, ihre Substanzen mittels eines Schnelltests auf deren Inhaltsstoffe untersuchen zu lassen. In Berlin wird ein solcher Test seit Juni 2023 kostenlos angeboten. Im Jahr 2023 wurden hierbei keine synthetischen Opioide nachgewiesen. Mit Stand von 2024 wurde in Berlin in weniger als einem Prozent der Proben Fentanyl nachgewiesen; in Hamburg in 11 % der Proben. In Nordrhein-Westfalen sind bei Schnelltests in Drogenkonsumräumen Spuren von Fentanyl nachgewiesen worden.
Im Jahr 2022 lag die Zahl der Drogentoten in Deutschland bei 1990 Personen und somit höher als in den letzten 20 Jahren, was hauptsächlich auf den Missbrauch von Opioiden wie Heroin, Morphin, Methadon oder Fentanyl zurückgeführt wird. Europaweit gab es im Jahr 2022 mindestens 163 Todesfälle im Zusammenhang mit Fentanyl und Fentanylderivaten. Die Europäische Beobachtungsstelle für Drogen und Drogensucht (EMCDDA) warnte in ihrem Bericht von 2024 vor Nitazenen – synthetischen Opioiden, die um ein Vielfaches stärker seien als Fentanyl. Es wird vermutet, dass diese Substanzen im Jahr 2023 zu einem starken Anstieg der Todesfälle im Baltikum, aber auch in Irland und Frankreich beigetragen haben.

## Rezeption

### Dokumentarfilme, Spielfilme oder Serien
- Heroin(e). Von Elaine McMillion Sheldon, USA 2017. (Dokumentation über Krise in Huntington in West Virginia, wo die Überdosierungsrate zehnmal so hoch ist wie im US-Durchschnitt.)
- Süchtig nach Schmerzmitteln: Die Opioiden-Krise in den USA. 53-minütige Dokumentation von Carmen Butta, Deutschland 2018[85]
- Der Apotheker (OT The Pharmacist). Netflix, USA 2020.
- Dr. House. USA 2005–2012.
- New Amsterdam S02E15 Krieg den Drogen, USA 2020
- Crisis. USA 2021.
- Cherry – Das Ende aller Unschuld (OT Cherry). USA 2021.
- Goliath. 4. Staffel. USA 2021.
- Dopesick. USA 2021, Miniserie.
- All the Beauty and the Bloodshed. USA 2022, Dokumentarfilm.
- Painkiller, Netflix, USA 2023, Miniserie.
- Der Untergang des Hauses Usher, Netflix, USA 2023, Miniserie[86]
- Pain Hustlers, USA/GB 2023, Film von David Yates.